# HD190073
HD190073 — хімічно пекулярна зоря спектрального класу A0, що має видиму зоряну величину в смузі V приблизно  7,9.
Вона  розташована на відстані близько 16307,8 світлових років від Сонця.

## Пекулярний хімічний склад
Зоряна атмосфера HD190073 має підвищений вміст 
Ca
.

## Магнітне поле
Спектр даної зорі вказує на наявність магнітного поля у її зоряній атмосфері.
Напруженість повздовжної компоненти поля оціненої з аналізу
крил ліній Бальмера
становить  111,9± 218,3 Гаус.